# Baccharis macrophylla
Baccharis macrophylla là một loài thực vật có hoa trong họ Cúc. Loài này được Dusén mô tả khoa học đầu tiên năm 1905.